# بوب ميلر
بوب ميلر (بالإنجليزية: Bob Miller)‏ هو لاعب كرة قدم أسترالية وسياسي أسترالي، ولد في 12 مارس 1941 في هورشام في أستراليا. حزبياً، نشط في حزب العمال الأسترالي. وقد انتخب عضو الجمعية التشريعية فيكتوريا.

## وصلات خارجية
- بوب ميلر على موقع AustralianFootball.com (الإنجليزية)
- بوب ميلر على موقع AFLtables.com (الإنجليزية)